# Berkenye (növénynemzetség)
A berkenye (Sorbus) a rózsafélék (Rosaceae) családjába tartozó, egész Európában elterjedt, több mint 100, cserje- vagy fafajt magába foglaló nemzetség. 
A nemzetség tudományos neve a „fanyar” jelentésű kelta „sor” szóból eredeztethető, mely nyilván a termés ízére utal. Az arab sorbet vagy sherbet is ebből a szótőből származik, ami a gyümölcsből készíthető italra utal (sörbet).
Hajlamosak a kereszteződésre. A rózsafélék több más nemzetségéhez hasonlóan (például szeder (Rubus), rózsa (Rosa)) ebben a nemzetségben is sok, egymástól nehezen megkülönböztethető, vitatott besorolású taxon lelhető fel.

## Felhasználása
- Főleg dísznövényként igen kedvelt, mert nemcsak mutatós, de a légköri szennyeződéseket is elviseli.
- Luc- és jegenyefenyő csemete ültetvényeknél gyakran ültetik, mert igénytelen, megnő sovány, vagy száraz talajon is, gyorsan nő, elnyomja a magas, kórós vágásnövényzetet.
- Haszon erdőkben télen bő avarral takarja be a talajt, a levelek gyorsan és alaposan lebomlanak, termékeny humusszal látva el a növényeket.
- Alkalmas lavinák törmelékkúpjának megkötésére, mivel gyökérzete mélyre hatoló és messzire szétágazó.[1]
- Leveleiből főzött teáját csersavtartalma miatt bél- és gyomorbántalmakra alkalmazzák.
- Bogyóiból pálinkát, likőrt és ecetet készítenek.
- Fája jól megmunkálható, faragható, esztergálható és fényezhető.
- Lombja jó takarmány juhok és kecskék számára.
- Állatgyógyászatban bogyóit kecske- és sertésorbánc ellen használják.[2]

## Fajok
Magyarországon az alábbi berkenyefajok fordulnak még elő:
- Lisztes berkenye vagy süvölvény berkenye (Sorbus aria) (L.) Cr. – védett
- Madárberkenye (Sorbus aucuparia) (L.)
- Hazslinszky-berkenye (Sorbus austriaca) (Beck) Hedl. – védett
- Dunai berkenye (Sorbus danubialis) (Jáv.) Kárp. – védett
- Kerti berkenye (Sorbus domestica) L. – védett
- Déli berkenye (Sorbus graeca) (Spach) Kotschy – védett
- Svéd berkenye (Sorbus intermedia) (Ehrh.) Pers.
- Jávorka-berkenye (Sorbus javorkae) – védett
- Dunántúli berkenye (Sorbus pannonica) – védett
- Soó-berkenye (Sorbus sooi) – védett
- Duna-vidéki berkenye (Sorbus subdanubialis) – védett
- Barkócaberkenye (Sorbus torminalis) (L.) Cr.
- Törpe berkenye (Sorbus chamaemespilus) (L.)

Védettek a lisztes, déli és barkócaberkenye átmeneti kisfajai (minden lisztes levélfonákú berkenye).
- Andreánszky-berkenye (Sorbus andreanszkyana)
- Ádám-berkenye (Sorbus adamim)
- Bakonyi berkenye (Sorbus bakonyensis)
- Balatoni berkenye (Sorbus balatonica)
- Bartha-berkenye (Sorbus barthae)
- Boros-berkenye (Sorbus borosiana)
- Budai berkenye (Sorbus semiincisa)
- Csákberényi berkenye (Sorbus pseudovertesensis)
- Dégen-berkenye (Sorbus degenii)
- Gáyer-berkenye (Sorbus gayerana)
- Gerecsei berkenye (Sorbus gerecseensis)
- Kárpáti-berkenye (Sorbus karpatii)
- Keller-berkenye (Sorbus eugenii-kelleri)
- Keszthelyi berkenye (Sorbus decipientiformis)
- Kevéserű berkenye (Sorbus pseudosemiincisa)
- Nagylevelű berkenye (Sorbus latissima)
- Rédl-berkenye (Sorbus redliana)
- Rövidkaréjú berkenye (Sorbus pseudobakonyensis)
- Sárgáslevelű berkenye (Sorbus pseudolatifolia)
- Simonkai-berkenye (Sorbus simonkaiana)
- Vértesi berkenye (Sorbus vertesensis)

Idegenhonos fajok:
- Amerikai berkenye (Sorbus americana) – Észak-Amerika keleti feléből származik
- Díszes berkenye (Sorbus decora) – É-Amerika északkeleti része
- Égerlevelű berkenye (Sorbus alnifolia) – hazája Kína, Japán, Korea, Tajvan
- Erdélyi berkenye (Sorbus dacica) – Erdély, Bihar-hegység
- Fehértermésű berkenye (Sorbus frutescens) – Kína kivéve a Dk-i részét
- Kasmíri berkenye (Sorbus cashmiriana) – hazája Nyugat-Himalája, hegyvidéki erdők
- Keleti berkenye (Sorbus commixta) – hazája Japán, Korea hegyvidéki erdők
- Pekingi berkenye (Sorbus discolor) – É- és Ék-Kína
- Svéd berkenye (Sorbus intermedia) – élőhelye Északnyugat-Európa
- Széleslevelű berkenye (Sorbus x latifolia) – élőhelye Közép- és Nyugat-Európa erdei. Lehetséges, hogy a lisztes és a barkócaberkenye természetes hibridje
- Türingiai berkenye (Sorbus x thuringiaca) – Európa erdeiben él, a lisztes és a madárberkenye természetes hibridje
- Sorbus esserteauana – élőhelye Délnyugat-Kína, hegyvidéki völgyek, erdők
- Sorbus forestii – Délnyugat-Kína hegyvidéki erdeiből származó faj
- Sorbus hupehensis – hazája Kína, hegyvidéki erdők
- Sorbus sargentiana – Délnyugat-Kínából, hegyvidéki erdőkből származó faj
- Sorbus scalaris – hazája Délnyugat-Kína, hegyvidéki erdők.
- Sorbus thibetica – élőhelye Délnyugat-Kína, Himalája
- Sorbus vestita – hazája Himalája, hegyvidéki erdők
- Sorbus vilmorinii – hazája Délnyugat-Kína, hegyvidéki erdők.